# Invasões bárbaras da Península Ibérica
Dá-se o nome de invasões bárbaras à série de migrações de vários povos distintos, exteriores ao Império Romano, para a Península Ibérica, que viriam a alterar radicalmente a organização da região até então denominada Hispânia sob o Império Romano.
O termo "bárbaro" deriva do latim “barbarus” e do grego “βάρβαρος”, palavras usadas por gregos e romanos para se referir ao estrangeiro cuja língua era incompreensível e cujos costumes consideravam diferentes. Com o tempo, este termo vai adquirir o sentido de selvagem, grosseiro, algo do qual é necessário se proteger. Esta concepção acirrará o antagonismo entre “civilizados” e "bárbaros", e os indivíduos às margens das fronteiras do Império Romano, vistos como inferiores, passarão a representar uma ameaça à integridade do Império.
Para alguns pesquisadores, como Maria Sonsoles Guerras e Jacques Le Goff, estes movimentos migratórios ocorridos entre os anos de 300 e 800 teriam marcado a passagem da Antiguidade para a Idade Média na Península Ibérica, porém, há grupos de estudiosos que afirmam que esta mudança só viria a ocorrer, de fato, com a tomada de Roma por Alarico I em 410, e há ainda outros que atribuem esta passagem de eras ao início da Dinastia Carolíngia, em 751.

## Migrações bárbaras e a queda do Império Romano
A chegada dos “bárbaros” ao Império Romano, cujos objetivos são associados à pura violência e à tradição bélica sob as quais estigmatiza-se esses povos, teria sido, na realidade, desencadeada pela presença dos Hunos na Europa, cujas ações teriam gerado instabilidade na região e posto em fuga estes outros grupos- que, na península ibérica, destacam-se os Vândalos, Suevos e Alanos, nas regiões da Lusitânia, que corresponde ao Centro e Sul de Portugal, Cárceres , Badajoz e Salamanca, além da Segóvia e Madrid na Espanha, e os Visigodos que, por mais tempo, ocuparam a Espanha – que viram-se então ameaçados e avançaram para as fronteiras romanas.
Este contato entre romanos e estrangeiros não se deu apenas por meio de conflitos, a citar o caso dos próprios Hunos, que teriam provocado estas várias invasões e, posteriormente, foram utilizados pelo exército romano para combater outros grupos. O mesmo também se deu com os Visigodos, que atacaram a região da Hispânia romana, mas que em um outro momento foram incorporados às fileiras do Império no combate aos Suevos e Alanos. Dessa forma, percebe-se que as relações entre romanos e bárbaros ultrapassa a dualidade dos “heróis” e “vilões”, sendo permeada por situações de conflito direto, alianças militares e até mesmo de incorporação destes “invasores”, ou imigrantes, à própria estrutura política do Império Romano.

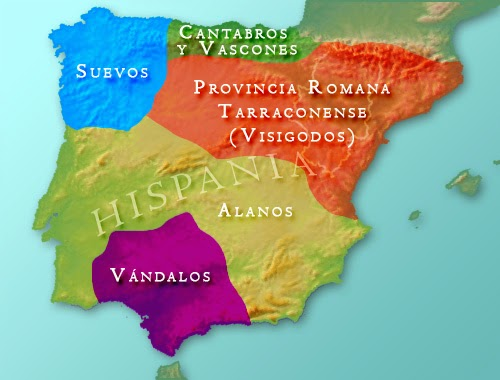
Povos bárbaros na Península Ibérica (Hispânia), região pertencente ao Império Romano.

Estas migrações não devem, portanto, ser compreendidas como causa única para o fim do Império Romano, sendo necessário compreendê-las como catalisador de uma conjuntura de crise que já se anunciava nas estruturas romanas, marcada por uma depressão econômica que  atingira as cidades, enfraquecendo as elites detentoras de terras, o que apenas seria agravado pela chegada dos estrangeiros e a consequente necessidade de ceder territórios a estes, o que também contribuiu para o descontentamento desta elite frente ao poder central do Império Romano, acirrando as divisões políticas internas. 

## Impacto das migrações bárbaras na Península Ibérica
As consequências das invasões bárbaras na península ibérica podem ser observadas em diversas instâncias, no âmbito econômico, com as trocas comerciais ocorridas entre os estrangeiros e os romanos, nas relações culturais, que tiveram influência, principalmente, na arte e na língua, fazendo surgir, por exemplo, as variações do latim em contato com o idioma dos diferentes povos, e na religião, com o aparecimento da vertente cristã conhecida como arianismo, que consiste em uma leitura, uma adaptação, por parte dos povos bárbaros, do cristianismo romano, que terá maior destaque no período da dominação visigótica na península.
A partir deste período de desestruturação do Império Romano, o Cristianismo intensifica seu processo de consolidação como religião oficial, quando a Igreja Católica surge como alternativa de aparato burocrático e administrativo, perante o esfacelamento do Estado romano, tonando-se responsável por manter a comunicação entre os regentes e os demais indivíduos, visto que ocupava “o seio imperial e o coração dos homens”.
Além disso, cabe ressaltar a importância destas migrações enquanto um dos fatores que impulsionaram o movimento de “fuga” para o campo, ocasionado pelo crescimento demográfico gerado pela inserção destes bárbaros em territórios romanos, e o próprio medo decorrente de sua imagem como selvagens e violentos. Esta migração para as zonas rurais, teve como uma de suas consequências o fortalecimento das oligarquias locais, que serão de grande relevância na estrutura político-econômica conhecida como "feudalismo", um dos aspectos mais recorrentes da Idade Média.